# Nisís Nímos
Nisís Nímos är en ö i Grekland.   Den ligger i prefekturen Nomós Dodekanísou och regionen Sydegeiska öarna, i den sydöstra delen av landet, 400 km öster om huvudstaden Aten. Arean är 4,8 kvadratkilometer.
Terrängen på Nisís Nímos är lite kuperad. Öns högsta punkt är 345 meter över havet. Den sträcker sig 2,6 kilometer i nord-sydlig riktning, och 3,4 kilometer i öst-västlig riktning.